# Pere Fontás y Puig
Pere Fontàs y Puig (Amer, Gerona 13 de agosto de 1932 - 9 de julio de 2002) fue un intérprete de fliscorno y piano, pedagogo, y compositor de sardanas español.

## Carrera musical
Dedicó casi toda la vida a la música en general y a la sardana en particular. Desde los 13 años hasta que se retiró en 1993, Fontàs perteneció a varias agrupaciones, entre las cuales hay que destacar, aparte de la Moderna de Amer (1946-1951), donde empezó, Los Montgrins (1955-1960) y la Selvatana (1964-1984), que dirigió durante 30 años.
Pere Fontàs compuso unas setenta sardanas entre las cuales destacan "La planxadora de casa", "Joan y la María Pilar", "Aires amerencs", "Arriba del padrón", "Montsevalls" y, sobre todo "El Parque del Zorro", interpretada en múltiples ocasiones y muy popular.
Ganador de varios premios de sardanas, entre ellos Sardana del año (Montsevalls en 1975, y El parque del Zorro en 1977), y Joaquim Serra (Castell de Estela en 1980). En 1988 la Generalitat de Cataluña otorgó a la Selvatana la Cruz de San Jorge, con motivo de su 75.º cumpleaños.
Fue un excelente pedagogo, más de trescientos alumnos recibieron sus enseñanzas, también al final de su vida, a pesar de la enfermedad que no le permitía hacer mucho esfuerzo.
En su memoria, y desde 2003, el ayuntamiento de Amer, conjuntamente con la Agrupación Sardanista Amer y el Grupo Excursionista Esquelles convocan cada dos años un Concurso de composición de sardanas "Vila de Amer Memorial Pere Fontàs".